# Tour de France 2008
Le Tour de France 2008 est la 95e édition du Tour de France cycliste. Il a eu lieu du 5 au 27 juillet 2008. La course est partie de Brest. Elle comprenait 21 étapes pour une longueur totale de 3 558,5 km.
L'Espagnol Carlos Sastre, au profil de grimpeur, remporte son premier Tour de France, s'emparant du maillot jaune à l'Alpe d'Huez après une magnifique ascension en solitaire. Il met ses poursuivants à plus de deux minutes, puis limite les dégâts lors du dernier contre la montre. Sastre bénéficie du soutien d'une très forte équipe, CSC Saxo Bank, dirigée par le Danois Bjarne Riis avec deux équipiers de luxe : les frères Andy et Fränk Schleck, qui faisaient figure de vainqueurs potentiels avant l'exploit de l'Alpe d'Huez. Fränk portait même la tunique de leader avant le coup décisif de Sastre, mais il s'inclina au nom de la course d'équipe.
Au classement général, Carlos Sastre devance de moins d'une minute l'Australien Cadel Evans, maillot jaune pendant cinq jours. L'Autrichien Bernhard Kohl, troisième et meilleur grimpeur, sera disqualifié pour dopage dans les mois qui suivirent. Carlos Sastre ne gagnera plus de grand tour après ce succès historique, sommet de sa carrière.
Cette édition s'est caractérisée par l'absence de prologue au départ, remplacé par une 1re étape en ligne, et par la suppression des bonifications de temps aussi bien aux sprints intermédiaires qu'à l'arrivée de chaque étape.

## Contexte

### Le conflit ASO/UCI
La société Amaury Sport Organisation (ASO), qui organise le Tour de France (parmi 11 courses cyclistes dont Paris-Roubaix, Liège-Bastogne-Liège, Paris-Nice), a décidé en 2008 de retirer ses épreuves de l'UCI ProTour. Les courses concernées ont été versées soit au calendrier de l'UCI Europe Tour (la Flèche wallonne), soit au « calendrier historique » proposé par l'Union cycliste internationale en janvier (Paris-Roubaix, Liège-Bastogne-Liège). ASO a écarté ces solutions pour le Tour de France qui, comme Paris-Nice, est organisé sous l'égide de la Fédération française de cyclisme. En réaction à ce choix, l'UCI a suspendu la FFC de ses instances.
Le Tour de France 2008 ne figurant dans aucun calendrier de l'UCI, les coureurs n'y marqueront aucun point pour le ProTour. Ce retrait a également des conséquences sur la sélection des équipes et les contrôles antidopage.

### Invitation des équipes
En retirant ses épreuves du ProTour, ASO s'est soustraite à l'obligation d'inviter toutes les équipes ProTour à chaque compétition. La société avait déjà pris ses libertés avec le règlement en 2007 en refusant d'inviter l'équipe Unibet.com. En 2008, c'est l'équipe Astana qui fait face au refus d'ASO. En février, la société a annoncé la liste des équipes conviées à ses épreuves, et l'exclusion d'Astana en raison « des dommages causés par cette équipe au Tour de France et au cyclisme en général, tant en 2006 qu'en 2007 ». L'équipe avait en effet quitté le Tour 2007 à la suite du contrôle antidopage positif de son leader Alexandre Vinokourov. De plus, Astana prenait la succession de l'équipe Liberty Seguros/Astana-Würth, dont le dirigeant Manolo Saiz et plusieurs coureurs avaient été impliqués à divers degrés dans l'affaire Puerto.
Cette éviction écarte trois favoris potentiels du Tour : le vainqueur et le troisième de l'édition précédente Alberto Contador et Levi Leipheimer, et Andreas Klöden, deuxième en 2004 et 2006. Le manager d'Astana Johan Bruyneel, arrivé à l'intersaison en provenance de l'équipe Discovery Channel en compagnie de plusieurs coureurs dont Contador et Leipheimer, a déploré cette décision et estimé que « le Tour [perdrait] beaucoup de sa crédibilité en laissant de côté quelques-uns des meilleurs coureurs du monde, qui n'ont jamais été impliqués dans des affaires de dopage ». Il a ajouté qu'Astana dépenserait 460 000 euros en 2008 pour la lutte antidopage et que d'autres protagonistes avaient un passé suspect.
La sélection complète pour le Tour, annoncée en mars, comprend 17 équipes ProTour et trois équipes continentales : Agritubel et Barloworld, déjà présentes en 2007, et Slipstream-Chipotle, qui prend le nom de Garmin-Chipotle en juin. L'invitation de ces équipes est justifiée par ASO par l'« aspect préférence nationale » pour la première, avec la présence en son sein de Christophe Moreau, pour la seconde par ses résultats convaincants sur le Tour 2007 (deux victoires d'étapes et le maillot à pois). S'agissant de Garmin-Chipotle, les organisateurs ont déclaré que la « philosophie » de l'équipe américaine, fondée sur la lutte antidopage, leur convenait.

### Contrôles antidopage
Autre conséquence de la sortie du Tour du giron de l'UCI : les contrôles antidopage ne sont pas effectués par cette dernière mais par l'Agence française de lutte contre le dopage. En outre, celle-ci ne bénéficie pas des données du passeport biologique mis en place en début de saison, l'UCI refusant de les communiquer,.
Au départ de Brest, les 3 et 4 juillet, l'AFLD a effectué des prélèvements sanguins sur les 180 coureurs afin de permettre un ciblage des contrôles durant la compétition. Les résultats de ces prélèvements sont remis aux coureurs et transmis à l'UCI en vue d'être intégrés au passeport sanguin des coureurs.
Avant la deuxième étape, 36 coureurs subissent un contrôle sanguin. Tous sont autorisés à prendre le départ.
En l'espace de quelques jours, trois coureurs sont contrôlés positifs à l'EPO. L'Espagnol Manuel Beltrán, coureur de l'équipe italienne Liquigas, est contrôlé positif à l'issue de la première étape. Il est mis hors-course par son équipe après la 7e étape et le soir, des perquisitions sont menées dans son hôtel par la police. L'Espagnol Moisés Dueñas est également contrôlé positif à l'EPO à l'issue de l'étape de contre-la-montre disputée à Cholet le 8 juillet. Le coureur de l'équipe Barloworld, premier de son équipe au classement général est mis hors course le 16 juillet par son équipe dès l'annonce de ce résultat. Enfin l'Italien Riccardo Riccò est contrôlé positif au CERA, une EPO de troisième génération. Le coureur de l'équipe Saunier Duval-Scott, porteur du maillot à pois ainsi que du maillot blanc de meilleur jeune, 9e au classement général, et victorieux des 6e et 9e étapes de montagne, est mis hors course le 17 juillet par son équipe dès l'annonce de ce résultat. Celle-ci décide dans la foulée de se retirer de la compétition puis de licencier Ricco et son compatriote Leonardo Piepoli, vainqueur d'étape à Hautacam, l'entreprise Saunier Duval décidant pour sa part de se retirer du sponsoring cycliste.
Le Kazakh Dmitriy Fofonov a été contrôlé positif à l'heptaminol à l'issue de la 18e étape et exclu quelques heures après l'arrivée de la dernière étape.
Le 9 août est révélé que des traces de glucocorticoïdes ont été retrouvées dans les urines du coureur français Jimmy Casper (Agritubel). Le cycliste en a imputé la faute à un problème de prescription de médicaments lors du renouvellement d'une autorisation à usage thérapeutique. Il est blanchi par la Ligue nationale de cyclisme le 15 septembre.
En septembre, l'AFLD a décidé d'effectuer de nouvelles analyses sur les échantillons de 10 coureurs en utilisant un nouveau test de dépistage de la CERA. Ces contrôles révèlent une positivité au CERA des échantillons de Stefan Schumacher, vainqueur de deux contre la montre, Leonardo Piepoli, vainqueur d'étape, et Bernhard Kohl, vainqueur du maillot à pois et troisième au classement général.
En octobre 2012, l’UCI annonce qu'une procédure disciplinaire à l’encontre du coureur espagnol Carlos Barredo est ouverte à la suite d'anomalies dans son passeport biologique. Il est finalement suspendu deux ans et est disqualifié des courses auxquelles il a participé entre le 26 octobre 2007 et le 24 septembre 2011 dont sa 89e place sur cette édition du Tour de France qui reste vacante,.

### Les favoris
Deux coureurs sont considérés comme les principaux favoris : Cadel Evans et Alejandro Valverde. Deuxième en 2007, Evans est le seul coureur du podium de l'édition précédente au départ à Brest. Il s'est montré régulièrement en forme depuis le début de saison, de sa victoire d'étape à Paris-Nice sur les pentes du mont Ventoux à sa deuxième place au Critérium du Dauphiné libéré. Le vainqueur sortant Alberto Contador en a fait son favori. Alejandro Valverde a remporté cette saison le Tour de Murcie, Liège-Bastogne-Liège, et, en juin, le Dauphiné Libéré et le championnat d'Espagne.
Plusieurs autres participants sont considérés comme des vainqueurs potentiels. Il s'agit notamment de Denis Menchov (Rabobank), double vainqueur du Tour d'Espagne (2005 et 2007), de Damiano Cunego (Lampre), vainqueur du Tour d'Italie 2004 et de l'Amstel Gold Race 2008, et de Carlos Sastre, leader du Team CSC, et quatrième en 2007. Il compte à ses côtés deux outsiders, les Luxembourgeois Andy et Fränk Schleck. Le premier s'est révélé en terminant deuxième du Tour d'Italie 2007 ; le second s'est imposé à l'Alpe d'Huez lors du Tour de France 2006.
Un troisième Luxembourgeois, Kim Kirchen, a des ambitions au classement général après sa septième place en 2007. La formation Euskaltel-Euskadi se présente avec trois coureurs ayant terminé parmi les dix premiers de grands tours en 2007 : Haimar Zubeldia, Samuel Sánchez et Mikel Astarloza. La Barloworld est emmenée par le précédent lauréat du maillot à pois Mauricio Soler. Le jeune Roman Kreuziger (Liquigas) s'est ajouté à la liste des outsiders en gagnant le Tour de Suisse, même s'il déclare se présenter pour apprendre. Le leader de l'équipe Saunier Duval et dauphin de Contador sur le dernier Giro Riccardo Riccò dit viser les étapes de Super-Besse et de l'Alpe d'Huez plutôt que le classement général.

### Anecdote
Il s'agit de la première participation de trois futurs vainqueurs de l'épreuve : Andy Schleck, Vincenzo Nibali et Christopher Froome terminant respectivement 11e, 20e et 84e.

## Présentation

### Parcours

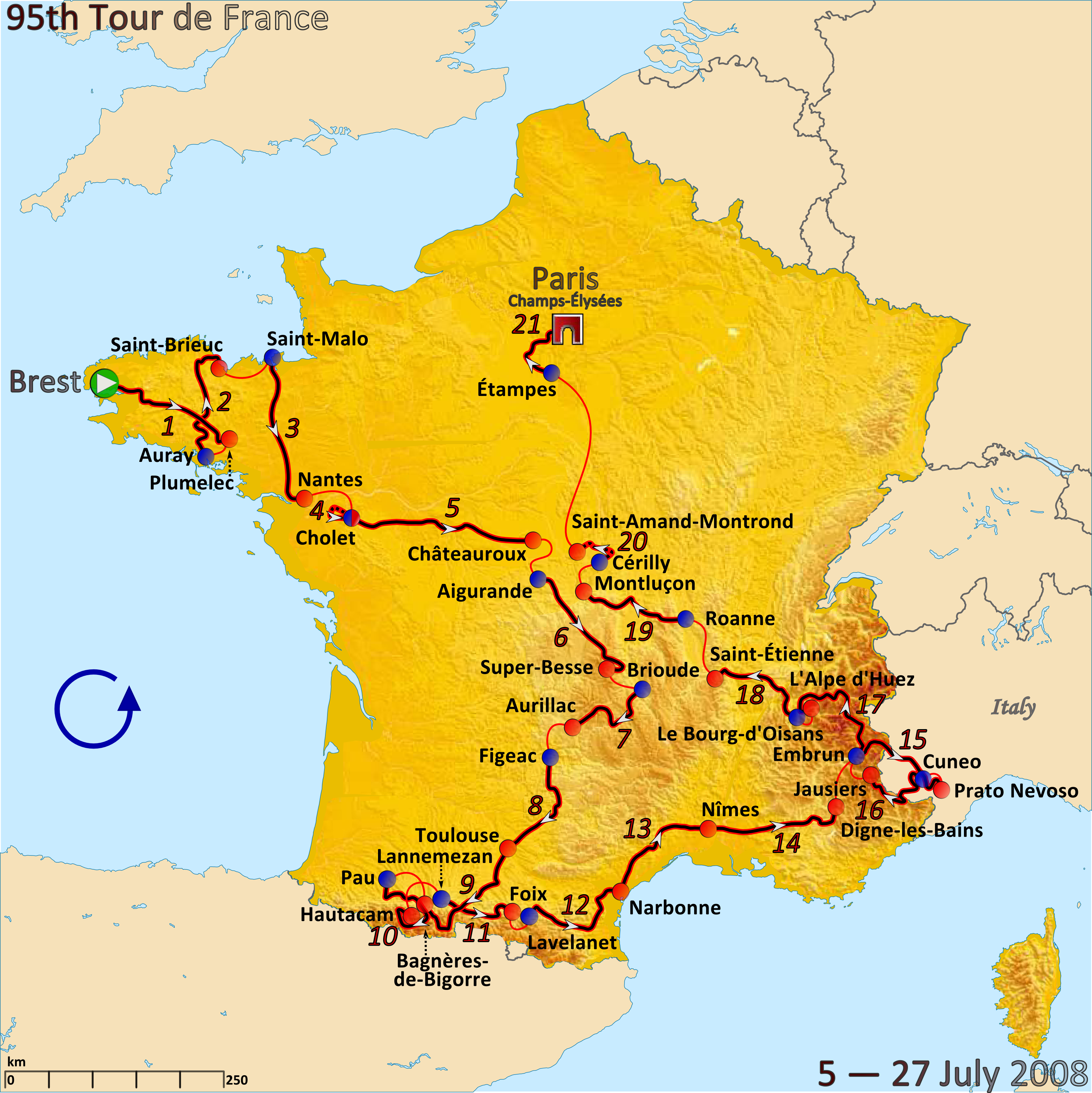

Le Tour 2008 se caractérise par l'absence de prologue, remplacé par une première étape en ligne entre Brest et Plumelec. Un premier contre-la-montre intervient lors de la 4e étape autour de Cholet (29,5 km). La course se dirige ensuite vers le massif central pour deux étapes de moyenne montagne, la sixième et la septième. Les Pyrénées sont ensuite franchies avec des arrivées à Bagnères-de-Bigorre et Hautacam. Plusieurs étapes de transition mènent les coureurs jusqu'aux Alpes, pour une arrivée au sommet à Prato Nevoso, en Italie, lors de la 15e étape. Deux jours plus tard, l'Alpe d'Huez est le cadre de la dernière arrivée en altitude du Tour 2008.
Les coureurs effectuent un contre-la-montre de 53 kilomètres entre Cérilly et Saint-Amand-Montrond la veille de la traditionnelle arrivée à Paris, sur les Champs-Élysées.
Toutes les régions du Nord et de l'Est de la France sont évitées dans cette édition, et les seules incursions en territoire étranger se font en Italie, lors de l'arrivée à Prato Nevoso, le 20 juillet, et lors du départ de Cuneo, le 22 juillet.

### Équipes participantes
17 équipes participent à ce Tour de France. On retrouve treize équipes de 1re division et quatre équipes de deuxième division :
| ProTeams (17)- AG2R-La Mondiale - Bouygues Telecom - Caisse d'Épargne - Cofidis-Le Crédit par Téléphone - Columbia - Crédit agricole - CSC Saxo Bank - Euskaltel-Euskadi - Gerolsteiner - La Française des jeux - Lampre - Liquigas - Quick Step - Rabobank - Saunier Duval-Scott - Silence-Lotto - Team Milram Équipes continentales professionnelles (3)- Agritubel - Barloworld - Garmin-Chipotle |
| |

### Récompenses
|                                     | 1er       | 2e        | 3e        | 4e       | 5e       | 6e       | 7e       | 8e      |
| ----------------------------------- | --------- | --------- | --------- | -------- | -------- | -------- | -------- | ------- |
| Classement étape                    | 8 000 €   | 4 000 €   | 2 000 €   | 1 200 €  | 830 €    | 780 €    | 730 €    | 670 €   |
| Classement général                  | 450 000 € | 200 000 € | 100 000 € | 70 000 € | 50 000 € | 23 000 € | 11 500 € | 7 600 € |
| Sprint intermédiaire                | 800 €     | 450 €     | 300 €     |          |          |          |          |         |
| Sprint montagne hors catégorie      | 800 €     | 450 €     | 300 €     |          |          |          |          |         |
| Sprint montagne première catégorie  | 650 €     | 400 €     | 150 €     |          |          |          |          |         |
| Sprint montagne deuxième catégorie  | 500 €     | 250 €     |           |          |          |          |          |         |
| Sprint montagne troisième catégorie | 300 €     |           |           |          |          |          |          |         |
| Sprint montagne quatrième catégorie | 200 €     |           |           |          |          |          |          |         |
| Classement général par points       | 25 000 €  | 15 000 €  | 10 000 €  | 4 000 €  | 3 500 €  | 3 000 €  | 2 500 €  | 2 000 € |
| Classement général des grimpeurs    | 25 000 €  | 15 000 €  | 10 000 €  | 4 000 €  | 3 500 €  | 3 000 €  | 2 500 €  | 2 000 € |
| Classement général des jeunes       | 20 000 €  | 15 000 €  | 10 000 €  | 5 000 €  |          |          |          |         |
| Prix de la combativité              | 2 000 €   |           |           |          |          |          |          |         |
| Prix de la super-combativité        | 20 000 €  |           |           |          |          |          |          |         |
| Classement général par équipes      | 50 000 €  |           |           |          |          |          |          |         |

## Barèmes des classements

### Classement par points
Le classement par points est établi en fonction du barème suivant :
- Arrivées des étapes de plaines : 35, 30, 26, 24, 22, 20, 19, etc. jusqu'à 1 point pour le 25e coureur classé.
- Arrivées des étapes de moyenne montagne : 25, 22, 20, 18, 16, 15, etc. jusqu'à 1 point pour le 20e coureur classé.
- Arrivées des étapes de montagne : 20, 17, 15, 13, 12, 10, 9, etc. jusqu'à 1 point pour le 15e coureur classé.
- Arrivées des étapes contre-la-montre individuel : 15, 12, 10, 8, 6, 5, 4, 3, 2 et 1 point aux 10 premiers coureurs classés.
- Sprints intermédiaires (deux ou trois par étape en ligne) : 6, 4 et 2 points aux 3 premiers.

### Classement de la montagne
Le classement de la montagne est établi en fonction du barème suivant :
- Côtes hors-catégorie : 20, 18, 16, 14, 12, 10, 8, 7, 6 et 5 points pour les 10 premiers coureurs classés.
- Côtes de 1re catégorie : 15, 13, 11, 9, 8, 7, 6 et 5 points pour les 8 premiers coureurs classés.
- Côtes de 2e catégorie :  10, 9, 8, 7, 6 et 5 points pour les 6 premiers coureurs classés.
- Côtes de 3e catégorie : 4, 3, 2 et 1 point pour les 4 premiers coureurs classés.
- Côtes de 4e catégorie : 3, 2 et 1 point pour les 3 premiers coureurs classés.

Les points attribués dans les côtes hors-catégorie, 1re et 2e catégories sont doublés lorsqu'il s'agit d'arrivée en altitude.

## Étapes
| Étape,    | Date            | Villes étapes                     |                             | Distance (km)         | Vainqueur d’étape     | Leader du classement général |
| --------- | --------------- | --------------------------------- | --------------------------- | --------------------- | --------------------- | ---------------------------- |
| 1re étape | sam. 5 juillet  | Brest – Plumelec                  | Étape de plaine             | 197,5                 | Alejandro Valverde    | Alejandro Valverde           |
| 2e étape  | dim. 6 juillet  | Auray – Saint-Brieuc              | Étape de plaine             | 164,5                 | Thor Hushovd          | Alejandro Valverde           |
| 3e étape  | lun. 7 juillet  | Saint-Malo – Nantes               | Étape de plaine             | 208                   | Samuel Dumoulin       | Romain Feillu                |
| 4e étape  | mar. 8 juillet  | Cholet – Cholet                   | Contre-la-montre individuel | 29,5                  | Kim Kirchen           | Kim Kirchen                  |
| 5e étape  | mer. 9 juillet  | Cholet – Châteauroux              | Étape de plaine             | 232                   | Mark Cavendish        | Kim Kirchen                  |
| 6e étape  | jeu. 10 juillet | Aigurande – Super-Besse - Sancy   | Étape accidentée            | 195,5                 | Alejandro Valverde    | Kim Kirchen                  |
| 7e étape  | ven. 11 juillet | Brioude – Aurillac                | Étape accidentée            | 159                   | Luis León Sánchez     | Kim Kirchen                  |
| 8e étape  | sam. 12 juillet | Figeac – Toulouse                 | Étape de plaine             | 172,5                 | Mark Cavendish        | Kim Kirchen                  |
| 9e étape  | dim. 13 juillet | Toulouse – Bagnères-de-Bigorre    | Étape de montagne           | 224                   | Vladimir Efimkin      | Kim Kirchen                  |
| 10e étape | lun. 14 juillet | Pau – Hautacam                    | Étape de montagne           | 156                   | Juan José Cobo        | Cadel Evans                  |
|           | mar. 15 juillet | Pau                               | Jour de repos               | Journée de repos no 1 | Journée de repos no 1 | Journée de repos no 1        |
| 11e étape | mer. 16 juillet | Lannemezan – Foix                 | Étape accidentée            | 167,5                 | Kurt Asle Arvesen     | Cadel Evans                  |
| 12e étape | jeu. 17 juillet | Lavelanet – Narbonne              | Étape de plaine             | 168,5                 | Mark Cavendish        | Cadel Evans                  |
| 13e étape | ven. 18 juillet | Narbonne – Nîmes                  | Étape de plaine             | 182                   | Mark Cavendish        | Cadel Evans                  |
| 14e étape | sam. 19 juillet | Nîmes – Digne-les-Bains           | Étape de plaine             | 194,5                 | Óscar Freire          | Cadel Evans                  |
| 15e étape | dim. 20 juillet | Embrun – Prato Nevoso (ITA)       | Étape de montagne           | 183                   | Simon Gerrans         | Fränk Schleck                |
|           | lun. 21 juillet | Cuneo (ITA)                       | Jour de repos               | Journée de repos no 2 | Journée de repos no 2 | Journée de repos no 2        |
| 16e étape | mar. 22 juillet | Cuneo (ITA) – Jausiers            | Étape de montagne           | 157                   | Cyril Dessel          | Fränk Schleck                |
| 17e étape | mer. 23 juillet | Embrun – L'Alpe d'Huez            | Étape de montagne           | 210,5                 | Carlos Sastre         | Carlos Sastre                |
| 18e étape | jeu. 24 juillet | Le Bourg-d'Oisans – Saint-Étienne | Étape accidentée            | 196,5                 | Marcus Burghardt      | Carlos Sastre                |
| 19e étape | ven. 25 juillet | Roanne – Montluçon                | Étape de plaine             | 165,5                 | Sylvain Chavanel      | Carlos Sastre                |
| 20e étape | sam. 26 juillet | Cérilly – Saint-Amand-Montrond    | Contre-la-montre individuel | 53                    | Fabian Cancellara     | Carlos Sastre                |
| 21e étape | dim. 27 juillet | Étampes – Paris - Champs-Élysées  | Étape de plaine             | 143                   | Gert Steegmans        | Carlos Sastre                |

Notes :
1. ↑  L'étape est attribuée à Kirchen après déclassement de Schumacher pour dopage[31].
2. 1 2  Le maillot est attribué à Kirchen après déclassement de Schumacher pour dopage[31].
3. ↑  L'étape est attribuée à Valverde après déclassement de Riccò pour dopage[32].
4. ↑  L'étape est attribuée à Efimkin après déclassement de Riccò pour dopage[33].
5. ↑  L'étape est attribuée à Cobo après déclassement de Piepoli pour dopage[34].
6. ↑  L'étape devait initialement partir de Digne-les-Bains et emprunter le col de Larche, mais du fait des risques importants de chute de pierres sur ce col, le parcours a été changé trois mois avant le départ en déplaçant le départ à Embrun, et le col Agnel remplaça le col de Larche.
7. ↑  L'étape est attribuée à Cancellara après déclassement de Schumacher pour dopage[35].

## Classements

### Classement général final
À la suite d'un contrôle antidopage dont les résultats sont annoncés en octobre 2008, Bernhard Kohl (initialement 3e à 1 min 13 s) est déclassé et Denis Menchov se voit attribuer la troisième place. Dès fin juillet 2008, Dmitriy Fofonov, initialement 19e du classement général final individuel, est aussi déclassé pour violation des règles antidopage lors de la 18e étape. Le règlement de l’UCI en vigueur du 1er janvier 2005 au 31 août 2013 réattribue les vingt premières places au général en cas de déclassement et laisse, à partir de la 21e place, autant de places vacantes que de coureurs initialement dans les vingt premiers et par la suite déclassés. Les 21e et 22e places restent donc vacantes. Stefan Schumacher, initialement 25e du classement général final individuel, est aussi déclassé en octobre 2008 pour un contrôle positif à l’EPO, Carlos Barredo et Leif Hoste, initialement 89e et 123e sont déclassés eux en raison d’anomalies sur leur passeport biologique. Ces trois places restent vacantes conformément au règlement en vigueur.
| Classement général | Classement général              | Classement général | Classement général               | Classement général  |
|                    | Coureur                         | Pays               | Équipe                           | Temps               |
| ------------------ | ------------------------------- | ------------------ | -------------------------------- | ------------------- |
| 1er                | Carlos Sastre                   | Espagne            | CSC-Saxo Bank                    | en 87 h 52 min 52 s |
| 2e                 | Cadel Evans                     | Australie          | Silence-Lotto                    | + 58 s              |
| 3e                 | Bernhard Kohl Denis Menchov     | Autriche Russie    | Gerolsteiner Rabobank            | + 2 min 10 s        |
| 4e                 | Christian Vande Velde           | États-Unis         | Garmin-Chipotle                  | + 3 min 5 s         |
| 5e                 | Fränk Schleck                   | Luxembourg         | CSC-Saxo Bank                    | + 4 min 28 s        |
| 6e                 | Samuel Sánchez                  | Espagne            | Euskaltel-Euskadi                | + 6 min 25 s        |
| 7e                 | Kim Kirchen                     | Luxembourg         | Columbia                         | + 6 min 55 s        |
| 8e                 | Alejandro Valverde              | Espagne            | Caisse d’Épargne                 | + 7 min 12 s        |
| 9e                 | Tadej Valjavec                  | Slovénie           | AG2R-La Mondiale                 | + 9 min 5 s         |
| 10e                | Vladimir Efimkin                | Russie             | AG2R-La Mondiale                 | + 9 min 55 s        |
| 11e                | Andy Schleck                    | Luxembourg         | CSC-Saxo Bank                    | + 11 min 32 s       |
| 12e                | Roman Kreuziger                 | République tchèque | Liquigas                         | + 12 min 59 s       |
| 13e                | Sandy Casar                     | France             | La Française des Jeux            | + 19 min 23 s       |
| 14e                | Amaël Moinard                   | France             | Cofidis                          | + 23 min 31 s       |
| 15e                | Mikel Astarloza                 | Espagne            | Euskaltel-Euskadi                | + 23 min 40 s       |
| 16e                | Kanstantsin Sivtsov             | Biélorussie        | Columbia                         | + 24 min 55 s       |
| 17e                | Alexandre Botcharov             | Russie             | Crédit Agricole                  | + 27 min 11 s       |
| 18e                | Vincenzo Nibali                 | Italie             | Liquigas                         | + 28 min 33 s       |
| 19e                | Dmitry Fofonov Stéphane Goubert | Kazakhstan France  | Crédit Agricole AG2R-La Mondiale | + 31 min 50 s       |
| 20e                | Laurens ten Dam                 | Pays-Bas           | Rabobank                         | + 32 min 59 s       |
| 21e                | place vacante                   |                    |                                  |                     |
| 22e                | place vacante                   |                    |                                  |                     |
| 23e                | Maxime Monfort                  | Belgique           | Cofidis                          | + 35 min 41 s       |
| 24e                | Yaroslav Popovych               | Ukraine            | Silence-Lotto                    | + 36 min 24 s       |
| 25e                | place vacante                   |                    |                                  |                     |
| modifier           |                                 |                    |                                  |                     |

### Classements annexes finals
| Classement par points | Classement par points | Classement par points | Classement par points | Classement par points |
| --------------------- | --------------------- | --------------------- | --------------------- | --------------------- |
|                       | Coureur               | Pays                  | Équipe                | Point(s)              |
| 1er                   | Óscar Freire          | Espagne               | Rabobank              | 270 points            |
| 2e                    | Thor Hushovd          | Norvège               | Crédit Agricole       | 220 pts               |
| 3e                    | Erik Zabel            | Allemagne             | Milram                | 217 pts               |
| 4e                    | Leonardo Duque        | Colombie              | Cofidis               | 181 pts               |
| 5e                    | Kim Kirchen           | Luxembourg            | Columbia              | 155 pts               |
| 6e                    | Alejandro Valverde    | Espagne               | Caisse d’Épargne      | 136 pts               |
| 7e                    | Robert Hunter         | Afrique du Sud        | Barloworld            | 131 pts               |
| 8e                    | Robbie McEwen         | Australie             | Silence-Lotto         | 129 pts               |
| 9e                    | Julian Dean           | Nouvelle-Zélande      | Garmin-Chipotle       | 119 pts               |
| 10e                   | Gerald Ciolek         | Allemagne             | Columbia              | 116 pts               |
| modifier              |                       |                       |                       |                       |

| Classement du meilleur grimpeur | Classement du meilleur grimpeur | Classement du meilleur grimpeur | Classement du meilleur grimpeur | Classement du meilleur grimpeur |
| ------------------------------- | ------------------------------- | ------------------------------- | ------------------------------- | ------------------------------- |
|                                 | Coureur                         | Pays                            | Équipe                          | Point(s)                        |
| 1er                             | Bernhard Kohl Carlos Sastre     | Autriche Espagne                | Gerolsteiner CSC-Saxo Bank      | 80 points                       |
| 2e                              | Place vacante                   | —                               | —                               |                                 |
| 3e                              | Fränk Schleck                   | Luxembourg                      | CSC-Saxo Bank                   | 80 pts                          |
| 4e                              | Thomas Voeckler                 | France                          | Bouygues Telecom                | 65 pts                          |
| 5e                              | Sebastian Lang                  | Allemagne                       | Gerolsteiner                    | 62 pts                          |
| 6e                              | Stefan Schumacher               | Allemagne                       | Gerolsteiner                    | 61 pts                          |
| 7e                              | John-Lee Augustyn               | Afrique du Sud                  | Barloworld                      | 61 pts                          |
| 8e                              | Alejandro Valverde              | Espagne                         | Caisse d’Épargne                | 58 pts                          |
| 9e                              | Rémy Di Grégorio                | France                          | La Française des Jeux           | 52 pts                          |
| 10e                             | Egoi Martínez                   | Espagne                         | Euskaltel-Euskadi               | 51 pts                          |
| modifier                        |                                 |                                 |                                 |                                 |

| Classement général du meilleur jeune | Classement général du meilleur jeune | Classement général du meilleur jeune | Classement général du meilleur jeune | Classement général du meilleur jeune |
|                                      | Coureur                              | Pays                                 | Équipe                               | Temps                                |
| ------------------------------------ | ------------------------------------ | ------------------------------------ | ------------------------------------ | ------------------------------------ |
| 1er                                  | Andy Schleck                         | Luxembourg                           | CSC-Saxo Bank                        | en 88 h 4 min 24 s                   |
| 2e                                   | Roman Kreuziger                      | République tchèque                   | Liquigas                             | + 1 min 27 s                         |
| 3e                                   | Vincenzo Nibali                      | Italie                               | Liquigas                             | + 17 min 1 s                         |
| 4e                                   | Maxime Monfort                       | Belgique                             | Cofidis                              | + 24 min 9 s                         |
| 5e                                   | Eduardo Gonzalo                      | Espagne                              | Agritubel                            | + 1 h 8 min 34 s                     |
| 6e                                   | Thomas Lövkvist                      | Suède                                | Columbia                             | + 1 h 13 min 55 s                    |
| 7e                                   | John-Lee Augustyn                    | Afrique du Sud                       | Barloworld                           | + 1 h 24 min 49 s                    |
| 8e                                   | Peter Velits                         | Slovaquie                            | Milram                               | + 1 h 38 min 17 s                    |
| 9e                                   | Rémy Di Grégorio                     | France                               | La Française des Jeux                | + 1 h 38 min 22 s                    |
| 10e                                  | Luis León Sánchez                    | Espagne                              | Caisse d’Épargne                     | + 1 h 44 min 7 s                     |
| modifier                             |                                      |                                      |                                      |                                      |

| Classement par équipes | Classement par équipes | Classement par équipes | Classement par équipes |
|                        | Équipe                 | Pays                   | Temps                  |
| ---------------------- | ---------------------- | ---------------------- | ---------------------- |
| 1re                    | CSC-Saxo Bank          | Danemark               | en 263 h 29 min 57 s   |
| 2e                     | AG2R-La Mondiale       | France                 | + 15 min 35 s          |
| 3e                     | Rabobank               | Pays-Bas               | + 1 h 5 min 26 s       |
| 4e                     | Euskaltel-Euskadi      | Espagne                | + 1 h 16 min 26 s      |
| 5e                     | Silence-Lotto          | Belgique               | + 1 h 17 min 15 s      |
| 6e                     | Caisse d’Épargne       | Espagne                | + 1 h 20 min 28 s      |
| 7e                     | Columbia               | États-Unis             | + 1 h 23 min 0 s       |
| 8e                     | Lampre                 | Italie                 | + 1 h 26 min 24 s      |
| 9e                     | Gerolsteiner           | Allemagne              | + 1 h 27 min 40 s      |
| 10e                    | Crédit Agricole        | France                 | + 1 h 37 min 16 s      |
| modifier               |                        |                        |                        |

#### Prix de la combativité
- Sylvain Chavanel  (Cofidis)[41]

### Évolution des classements
| Étape              | Vainqueur          | Classement général | Classement par points | Classement de la montagne | Classement du meilleur jeune | Classement par équipes | Prix de la combativité |
| ------------------ | ------------------ | ------------------ | --------------------- | ------------------------- | ---------------------------- | ---------------------- | ---------------------- |
| 1                  | Alejandro Valverde | Alejandro Valverde | Alejandro Valverde    | Thomas Voeckler           | Riccardo Riccò               | Caisse d’Épargne       | Lilian Jégou           |
| 2                  | Thor Hushovd       | Alejandro Valverde | Kim Kirchen           | Thomas Voeckler           | Riccardo Riccò               | Caisse d’Épargne       | Sylvain Chavanel       |
| 3                  | Samuel Dumoulin    | Romain Feillu      | Kim Kirchen           | Thomas Voeckler           | Romain Feillu                | Garmin-Chipotle        | William Frischkorn     |
| 4                  | Kim Kirchen        | Stefan Schumacher  | Kim Kirchen           | Thomas Voeckler           | Thomas Lövkvist              | Garmin-Chipotle        | Non décerné            |
| 5                  | Mark Cavendish     | Stefan Schumacher  | Thor Hushovd          | Thomas Voeckler           | Thomas Lövkvist              | Garmin-Chipotle        | Nicolas Vogondy        |
| 6                  | Alejandro Valverde | Kim Kirchen        | Kim Kirchen           | Sylvain Chavanel          | Thomas Lövkvist              | Garmin-Chipotle        | Sylvain Chavanel       |
| 7                  | Luis León Sánchez  | Kim Kirchen        | Kim Kirchen           | David de la Fuente        | Thomas Lövkvist              | CSC-Saxo Bank          | Luis León Sánchez      |
| 8                  | Mark Cavendish     | Kim Kirchen        | Óscar Freire          | David de la Fuente        | Thomas Lövkvist              | CSC-Saxo Bank          | Laurent Lefèvre        |
| 9                  | Vladimir Efimkin   | Kim Kirchen        | Kim Kirchen           | David de la Fuente        | Andy Schleck                 | CSC-Saxo Bank          | Sebastian Lang         |
| 10                 | Juan José Cobo     | Cadel Evans        | Óscar Freire          | Riccardo Riccò            | Riccardo Riccò               | Saunier Duval-Scott    | Rémy Di Grégorio       |
| 11                 | Kurt Asle Arvesen  | Cadel Evans        | Óscar Freire          | Riccardo Riccò            | Riccardo Riccò               | CSC-Saxo Bank          | Amaël Moinard          |
| 12                 | Mark Cavendish     | Cadel Evans        | Óscar Freire          | Sebastian Lang            | Vincenzo Nibali              | CSC-Saxo Bank          | Arnaud Gérard          |
| 13                 | Mark Cavendish     | Cadel Evans        | Óscar Freire          | Sebastian Lang            | Vincenzo Nibali              | CSC-Saxo Bank          | Niki Terpstra          |
| 14                 | Óscar Freire       | Cadel Evans        | Óscar Freire          | Sebastian Lang            | Vincenzo Nibali              | CSC-Saxo Bank          | José Iván Gutiérrez    |
| 15                 | Simon Gerrans      | Fränk Schleck      | Óscar Freire          | Bernhard Kohl             | Vincenzo Nibali              | CSC-Saxo Bank          | Egoi Martínez          |
| 16                 | Cyril Dessel       | Fränk Schleck      | Óscar Freire          | Bernhard Kohl             | Andy Schleck                 | CSC-Saxo Bank          | Stefan Schumacher      |
| 17                 | Carlos Sastre      | Carlos Sastre      | Óscar Freire          | Bernhard Kohl             | Andy Schleck                 | CSC-Saxo Bank          | Peter Velits           |
| 18                 | Marcus Burghardt   | Carlos Sastre      | Óscar Freire          | Bernhard Kohl             | Andy Schleck                 | CSC-Saxo Bank          | Marcus Burghardt       |
| 19                 | Sylvain Chavanel   | Carlos Sastre      | Óscar Freire          | Bernhard Kohl             | Andy Schleck                 | CSC-Saxo Bank          | Sylvain Chavanel       |
| 20                 | Fabian Cancellara  | Carlos Sastre      | Óscar Freire          | Bernhard Kohl             | Andy Schleck                 | CSC-Saxo Bank          | Non décerné            |
| 21                 | Gert Steegmans     | Carlos Sastre      | Óscar Freire          | Bernhard Kohl             | Andy Schleck                 | CSC-Saxo Bank          | Nicolas Vogondy        |
| Classements finals | Classements finals | Carlos Sastre      | Óscar Freire          | Carlos Sastre             | Andy Schleck                 | CSC-Saxo Bank          | Sylvain Chavanel       |

## Liste des coureurs
Le Tour de France 2008 a été disputé par 180 coureurs répartis dans 20 équipes représentant 27 pays; 145 arrivants.
| Silence-Lotto SIL | Silence-Lotto SIL       | Silence-Lotto SIL |
| ----------------- | ----------------------- | ----------------- |
| Num               | Coureur                 | Pos               |
| 1                 | Cadel Evans (AUS)       | 2e                |
| 2                 | Mario Aerts (BEL)       | 31e               |
| 3                 | Christophe Brandt (BEL) | AB-19             |
| 4                 | Dario Cioni (ITA)       | 83e               |
| 5                 | Leif Hoste (BEL)        | 124e              |
| 6                 | Robbie McEwen (AUS)     | 122e              |
| 7                 | Yaroslav Popovych (UKR) | 24e               |
| 8                 | Johan Vansummeren (BEL) | 87e               |
| 9                 | Wim Vansevenant (BEL)   | 145e              |

| CSC Saxo Bank CSC | CSC Saxo Bank CSC       | CSC Saxo Bank CSC |
| ----------------- | ----------------------- | ----------------- |
| Num               | Coureur                 | Pos               |
| 11                | Carlos Sastre (ESP)     | 1er               |
| 12                | Kurt Asle Arvesen (NOR) | 57e               |
| 13                | Fabian Cancellara (SUI) | 65e               |
| 14                | Volodymyr Gustov (UKR)  | 46e               |
| 15                | Stuart O'Grady (AUS)    | 109e              |
| 16                | Andy Schleck (LUX)      | 12e               |
| 17                | Fränk Schleck (LUX)     | 6e                |
| 18                | Nicki Sørensen (DEN)    | 118e              |
| 19                | Jens Voigt (GER)        | 37e               |

| Euskaltel-Euskadi EUS | Euskaltel-Euskadi EUS | Euskaltel-Euskadi EUS |
| --------------------- | --------------------- | --------------------- |
| Num                   | Coureur               | Pos                   |
| 21                    | Haimar Zubeldia (ESP) | 45e                   |
| 22                    | Mikel Astarloza (ESP) | 16e                   |
| 23                    | Iñaki Isasi (ESP)     | 104e                  |
| 24                    | Egoi Martínez (ESP)   | 50e                   |
| 25                    | Juan José Oroz (ESP)  | 103e                  |
| 26                    | Rubén Pérez (ESP)     | 91e                   |
| 27                    | Samuel Sánchez (ESP)  | 7e                    |
| 28                    | Amets Txurruka (ESP)  | 52e                   |
| 29                    | Gorka Verdugo (ESP)   | 73e                   |

| Caisse d'Épargne GCE | Caisse d'Épargne GCE             | Caisse d'Épargne GCE |
| -------------------- | -------------------------------- | -------------------- |
| Num                  | Coureur                          | Pos                  |
| 31                   | Alejandro Valverde (ESP)         | 9e                   |
| 32                   | David Arroyo (ESP)               | 30e                  |
| 33                   | Arnaud Coyot (FRA)               | 115e                 |
| 34                   | José Vicente García Acosta (ESP) | 141e                 |
| 35                   | José Iván Gutiérrez (ESP)        | 56e                  |
| 36                   | David López García (ESP)         | 51e                  |
| 37                   | Óscar Pereiro (ESP)              | AB-15                |
| 38                   | Nicolas Portal (FRA)             | 66e                  |
| 39                   | Luis León Sánchez (ESP)          | 62e                  |

| Columbia THR | Columbia THR              | Columbia THR |
| ------------ | ------------------------- | ------------ |
| Num          | Coureur                   | Pos          |
| 41           | Kim Kirchen (LUX)         | 8e           |
| 42           | Marcus Burghardt (GER)    | 120e         |
| 43           | Mark Cavendish (GBR)      | NP-15        |
| 44           | Gerald Ciolek (GER)       | 106e         |
| 45           | Bernhard Eisel (AUT)      | 144e         |
| 46           | Adam Hansen (AUS)         | 108e         |
| 47           | George Hincapie (USA)     | 35e          |
| 48           | Thomas Lövkvist (SWE)     | 41e          |
| 49           | Kanstantsin Siutsou (BLR) | 17e          |

| Barloworld BAR | Barloworld BAR             | Barloworld BAR |
| -------------- | -------------------------- | -------------- |
| Num            | Coureur                    | Pos            |
| 51             | Mauricio Soler (COL)       | AB-5           |
| 52             | John-Lee Augustyn (RSA)    | 48e            |
| 53             | Félix Cárdenas (COL)       | AB-11          |
| 54             | Giampaolo Cheula (ITA)     | 88e            |
| 55             | Baden Cooke (AUS)          | AB-12          |
| 56             | Moisés Dueñas (ESP)        | NP-11          |
| 57             | Christopher Froome (GBR)   | 84e            |
| 58             | Robert Hunter (RSA)        | 107e           |
| 59             | Paolo Longo Borghini (ITA) | AB-11          |

| Liquigas LIQ | Liquigas LIQ                | Liquigas LIQ |
| ------------ | --------------------------- | ------------ |
| Num          | Coureur                     | Pos          |
| 61           | Filippo Pozzato (ITA)       | 67e          |
| 62           | Manuel Beltrán (ESP)        | NP-8         |
| 63           | Francesco Chicchi (ITA)     | HD-16        |
| 64           | Murilo Fischer (BRA)        | 76e          |
| 65           | Roman Kreuziger (CZE)       | 13e          |
| 66           | Aliaksandr Kuschynski (BLR) | 128e         |
| 67           | Vincenzo Nibali (ITA)       | 20e          |
| 68           | Manuel Quinziato (ITA)      | 130e         |
| 69           | Frederik Willems (BEL)      | 113e         |

| Lampre LAM | Lampre LAM              | Lampre LAM |
| ---------- | ----------------------- | ---------- |
| Num        | Coureur                 | Pos        |
| 71         | Damiano Cunego (ITA)    | NP-19      |
| 72         | Alessandro Ballan (ITA) | 94e        |
| 73         | Matteo Bono (ITA)       | 117e       |
| 74         | Marzio Bruseghin (ITA)  | 27e        |
| 75         | Marco Marzano (ITA)     | 92e        |
| 76         | Massimiliano Mori (ITA) | 140e       |
| 77         | Daniele Righi (ITA)     | 127e       |
| 78         | Sylwester Szmyd (POL)   | 26e        |
| 79         | Paolo Tiralongo (ITA)   | 49e        |

| Crédit Agricole C.A | Crédit Agricole C.A       | Crédit Agricole C.A |
| ------------------- | ------------------------- | ------------------- |
| Num                 | Coureur                   | Pos                 |
| 81                  | Thor Hushovd (NOR)        | 99e                 |
| 82                  | William Bonnet (FRA)      | 102e                |
| 83                  | Alexandre Botcharov (RUS) | 18e                 |
| 84                  | Jimmy Engoulvent (FRA)    | 138e                |
| 85                  | Dmitriy Fofonov (KAZ)     | 19e                 |
| 86                  | Simon Gerrans (AUS)       | 79e                 |
| 87                  | Christophe Le Mével (FRA) | 40e                 |
| 88                  | Rémi Pauriol (FRA)        | 80e                 |
| 89                  | Mark Renshaw (AUS)        | AB-15               |

| Quick Step QST | Quick Step QST            | Quick Step QST |
| -------------- | ------------------------- | -------------- |
| Num            | Coureur                   | Pos            |
| 91             | Stijn Devolder (BEL)      | AB-15          |
| 92             | Carlos Barredo (ESP)      | 89e            |
| 93             | Matteo Carrara (ITA)      | 36e            |
| 94             | Steven de Jongh (NED)     | 125e           |
| 95             | Mauro Facci (ITA)         | AB-7           |
| 96             | Sébastien Rosseler (BEL)  | 98e            |
| 97             | Gert Steegmans (BEL)      | 111e           |
| 98             | Matteo Tosatto (ITA)      | 96e            |
| 99             | Jurgen Van de Walle (BEL) | 78e            |

| AG2R-La Mondiale ALM | AG2R-La Mondiale ALM    | AG2R-La Mondiale ALM |
| -------------------- | ----------------------- | -------------------- |
| Num                  | Coureur                 | Pos                  |
| 101                  | Cyril Dessel (FRA)      | 28e                  |
| 102                  | José Luis Arrieta (ESP) | 72e                  |
| 103                  | Hubert Dupont (FRA)     | 55e                  |
| 104                  | Vladimir Efimkin (RUS)  | 11e                  |
| 105                  | Martin Elmiger (SUI)    | 71e                  |
| 106                  | John Gadret (FRA)       | AB-7                 |
| 107                  | Stéphane Goubert (FRA)  | 21e                  |
| 108                  | Christophe Riblon (FRA) | 137e                 |
| 109                  | Tadej Valjavec (SLO)    | 10e                  |

| Gerolsteiner GST | Gerolsteiner GST        | Gerolsteiner GST |
| ---------------- | ----------------------- | ---------------- |
| Num              | Coureur                 | Pos              |
| 111              | Stefan Schumacher (GER) | 25e              |
| 112              | Robert Förster (GER)    | 116e             |
| 113              | Markus Fothen (GER)     | 33e              |
| 114              | Heinrich Haussler (GER) | 126e             |
| 115              | Bernhard Kohl (AUT)     | 3e               |
| 116              | Sven Krauss (GER)       | 143e             |
| 117              | Sebastian Lang (GER)    | 75e              |
| 118              | Ronny Scholz (GER)      | 93e              |
| 119              | Fabian Wegmann (GER)    | HD-19            |

| Agritubel AGR | Agritubel AGR           | Agritubel AGR |
| ------------- | ----------------------- | ------------- |
| Num           | Coureur                 | Pos           |
| 121           | Christophe Moreau (FRA) | AB-7          |
| 122           | Freddy Bichot (FRA)     | 135e          |
| 123           | Jimmy Casper (FRA)      | HD-17         |
| 124           | Romain Feillu (FRA)     | HD-19         |
| 125           | Eduardo Gonzalo (ESP)   | 39e           |
| 126           | Nicolas Jalabert (FRA)  | AB-14         |
| 127           | David Le Lay (FRA)      | 81e           |
| 128           | Geoffroy Lequatre (FRA) | 85e           |
| 129           | Nicolas Vogondy (FRA)   | 64e           |

| Rabobank RAB | Rabobank RAB              | Rabobank RAB |
| ------------ | ------------------------- | ------------ |
| Num          | Coureur                   | Pos          |
| 131          | Denis Menchov (RUS)       | 4e           |
| 132          | Juan Antonio Flecha (ESP) | HD-19        |
| 133          | Óscar Freire (ESP)        | 70e          |
| 134          | Sebastian Langeveld (NED) | 131e         |
| 135          | Koos Moerenhout (NED)     | 34e          |
| 136          | Joost Posthuma (NED)      | 69e          |
| 137          | Bram Tankink (NED)        | 60e          |
| 138          | Laurens ten Dam (NED)     | 22e          |
| 139          | Pieter Weening (NED)      | 63e          |

| Bouygues Telecom BTL | Bouygues Telecom BTL   | Bouygues Telecom BTL |
| -------------------- | ---------------------- | -------------------- |
| Num                  | Coureur                | Pos                  |
| 141                  | Pierrick Fédrigo (FRA) | 32e                  |
| 142                  | Stef Clement (NED)     | 90e                  |
| 143                  | Xavier Florencio (ESP) | 101e                 |
| 144                  | Laurent Lefèvre (FRA)  | 86e                  |
| 145                  | Jérôme Pineau (FRA)    | 38e                  |
| 146                  | Matthieu Sprick (FRA)  | 142e                 |
| 147                  | Yury Trofimov (RUS)    | AB-10                |
| 148                  | Johann Tschopp (SUI)   | 54e                  |
| 149                  | Thomas Voeckler (FRA)  | 97e                  |

| Team Milram MRM | Team Milram MRM       | Team Milram MRM |
| --------------- | --------------------- | --------------- |
| Num             | Coureur               | Pos             |
| 151             | Erik Zabel (GER)      | 43e             |
| 152             | Ralf Grabsch (GER)    | 123e            |
| 153             | Christian Knees (GER) | 29e             |
| 154             | Brett Lancaster (AUS) | 129e            |
| 155             | Martin Müller (GER)   | 105e            |
| 156             | Björn Schröder (GER)  | 100e            |
| 157             | Niki Terpstra (NED)   | 136e            |
| 158             | Peter Velits (SVK)    | 58e             |
| 159             | Marco Velo (ITA)      | 44e             |

| La Française des jeux FDJ | La Française des jeux FDJ | La Française des jeux FDJ |
| ------------------------- | ------------------------- | ------------------------- |
| Num                       | Coureur                   | Pos                       |
| 161                       | Sandy Casar (FRA)         | 14e                       |
| 162                       | Sébastien Chavanel (FRA)  | AB-16                     |
| 163                       | Rémy Di Grégorio (FRA)    | 59e                       |
| 164                       | Arnaud Gérard (FRA)       | 132e                      |
| 165                       | Philippe Gilbert (BEL)    | 112e                      |
| 166                       | Lilian Jégou (FRA)        | AB-7                      |
| 167                       | Yoann Le Boulanger (FRA)  | 74e                       |
| 168                       | Jérémy Roy (FRA)          | 121e                      |
| 169                       | Benoît Vaugrenard (FRA)   | 82e                       |

| Saunier Duval-Scott SDV | Saunier Duval-Scott SDV  | Saunier Duval-Scott SDV |
| ----------------------- | ------------------------ | ----------------------- |
| Num                     | Coureur                  | Pos                     |
| 171                     | Riccardo Riccò (ITA)     | NP-12                   |
| 172                     | Rubens Bertogliati (SUI) | NP-12                   |
| 173                     | Juan José Cobo (ESP)     | NP-12                   |
| 174                     | David de la Fuente (ESP) | NP-12                   |
| 175                     | Jesús del Nero (ESP)     | NP-12                   |
| 176                     | Ángel Gómez (ESP)        | AB-3                    |
| 177                     | Josep Jufré (ESP)        | NP-12                   |
| 178                     | Aurélien Passeron (FRA)  | NP-6                    |
| 179                     | Leonardo Piepoli (ITA)   | NP-12                   |

| Cofidis-Le Crédit par Téléphone COF | Cofidis-Le Crédit par Téléphone COF | Cofidis-Le Crédit par Téléphone COF |
| ----------------------------------- | ----------------------------------- | ----------------------------------- |
| Num                                 | Coureur                             | Pos                                 |
| 181                                 | Sylvain Chavanel (FRA)              | 61e                                 |
| 182                                 | Stéphane Augé (FRA)                 | 139e                                |
| 183                                 | Florent Brard (FRA)                 | 119e                                |
| 184                                 | Hervé Duclos-Lassalle (FRA)         | AB-1                                |
| 185                                 | Samuel Dumoulin (FRA)               | 114e                                |
| 186                                 | Leonardo Duque (COL)                | 53e                                 |
| 187                                 | David Moncoutié (FRA)               | 42e                                 |
| 188                                 | Amaël Moinard (FRA)                 | 15e                                 |
| 189                                 | Maxime Monfort (BEL)                | 23e                                 |

| Garmin-Chipotle TSL | Garmin-Chipotle TSL         | Garmin-Chipotle TSL |
| ------------------- | --------------------------- | ------------------- |
| Num                 | Coureur                     | Pos                 |
| 191                 | Christian Vande Velde (USA) | 5e                  |
| 192                 | Magnus Bäckstedt (SWE)      | HD-7                |
| 193                 | Julian Dean (NZL)           | 110e                |
| 194                 | William Frischkorn (USA)    | 133e                |
| 195                 | Ryder Hesjedal (CAN)        | 47e                 |
| 196                 | Trent Lowe (AUS)            | 77e                 |
| 197                 | Martijn Maaskant (NED)      | 134e                |
| 198                 | David Millar (GBR)          | 68e                 |
| 199                 | Danny Pate (USA)            | 95e                 |

| Silence-Lotto SIL | Silence-Lotto SIL       | Silence-Lotto SIL |
| ----------------- | ----------------------- | ----------------- |
| Num               | Coureur                 | Pos               |
| 1                 | Cadel Evans (AUS)       | 2e                |
| 2                 | Mario Aerts (BEL)       | 31e               |
| 3                 | Christophe Brandt (BEL) | AB-19             |
| 4                 | Dario Cioni (ITA)       | 83e               |
| 5                 | Leif Hoste (BEL)        | 124e              |
| 6                 | Robbie McEwen (AUS)     | 122e              |
| 7                 | Yaroslav Popovych (UKR) | 24e               |
| 8                 | Johan Vansummeren (BEL) | 87e               |
| 9                 | Wim Vansevenant (BEL)   | 145e              |

| CSC Saxo Bank CSC | CSC Saxo Bank CSC       | CSC Saxo Bank CSC |
| ----------------- | ----------------------- | ----------------- |
| Num               | Coureur                 | Pos               |
| 11                | Carlos Sastre (ESP)     | 1er               |
| 12                | Kurt Asle Arvesen (NOR) | 57e               |
| 13                | Fabian Cancellara (SUI) | 65e               |
| 14                | Volodymyr Gustov (UKR)  | 46e               |
| 15                | Stuart O'Grady (AUS)    | 109e              |
| 16                | Andy Schleck (LUX)      | 12e               |
| 17                | Fränk Schleck (LUX)     | 6e                |
| 18                | Nicki Sørensen (DEN)    | 118e              |
| 19                | Jens Voigt (GER)        | 37e               |

| Euskaltel-Euskadi EUS | Euskaltel-Euskadi EUS | Euskaltel-Euskadi EUS |
| --------------------- | --------------------- | --------------------- |
| Num                   | Coureur               | Pos                   |
| 21                    | Haimar Zubeldia (ESP) | 45e                   |
| 22                    | Mikel Astarloza (ESP) | 16e                   |
| 23                    | Iñaki Isasi (ESP)     | 104e                  |
| 24                    | Egoi Martínez (ESP)   | 50e                   |
| 25                    | Juan José Oroz (ESP)  | 103e                  |
| 26                    | Rubén Pérez (ESP)     | 91e                   |
| 27                    | Samuel Sánchez (ESP)  | 7e                    |
| 28                    | Amets Txurruka (ESP)  | 52e                   |
| 29                    | Gorka Verdugo (ESP)   | 73e                   |

| Caisse d'Épargne GCE | Caisse d'Épargne GCE             | Caisse d'Épargne GCE |
| -------------------- | -------------------------------- | -------------------- |
| Num                  | Coureur                          | Pos                  |
| 31                   | Alejandro Valverde (ESP)         | 9e                   |
| 32                   | David Arroyo (ESP)               | 30e                  |
| 33                   | Arnaud Coyot (FRA)               | 115e                 |
| 34                   | José Vicente García Acosta (ESP) | 141e                 |
| 35                   | José Iván Gutiérrez (ESP)        | 56e                  |
| 36                   | David López García (ESP)         | 51e                  |
| 37                   | Óscar Pereiro (ESP)              | AB-15                |
| 38                   | Nicolas Portal (FRA)             | 66e                  |
| 39                   | Luis León Sánchez (ESP)          | 62e                  |

| Columbia THR | Columbia THR              | Columbia THR |
| ------------ | ------------------------- | ------------ |
| Num          | Coureur                   | Pos          |
| 41           | Kim Kirchen (LUX)         | 8e           |
| 42           | Marcus Burghardt (GER)    | 120e         |
| 43           | Mark Cavendish (GBR)      | NP-15        |
| 44           | Gerald Ciolek (GER)       | 106e         |
| 45           | Bernhard Eisel (AUT)      | 144e         |
| 46           | Adam Hansen (AUS)         | 108e         |
| 47           | George Hincapie (USA)     | 35e          |
| 48           | Thomas Lövkvist (SWE)     | 41e          |
| 49           | Kanstantsin Siutsou (BLR) | 17e          |

| Barloworld BAR | Barloworld BAR             | Barloworld BAR |
| -------------- | -------------------------- | -------------- |
| Num            | Coureur                    | Pos            |
| 51             | Mauricio Soler (COL)       | AB-5           |
| 52             | John-Lee Augustyn (RSA)    | 48e            |
| 53             | Félix Cárdenas (COL)       | AB-11          |
| 54             | Giampaolo Cheula (ITA)     | 88e            |
| 55             | Baden Cooke (AUS)          | AB-12          |
| 56             | Moisés Dueñas (ESP)        | NP-11          |
| 57             | Christopher Froome (GBR)   | 84e            |
| 58             | Robert Hunter (RSA)        | 107e           |
| 59             | Paolo Longo Borghini (ITA) | AB-11          |

| Liquigas LIQ | Liquigas LIQ                | Liquigas LIQ |
| ------------ | --------------------------- | ------------ |
| Num          | Coureur                     | Pos          |
| 61           | Filippo Pozzato (ITA)       | 67e          |
| 62           | Manuel Beltrán (ESP)        | NP-8         |
| 63           | Francesco Chicchi (ITA)     | HD-16        |
| 64           | Murilo Fischer (BRA)        | 76e          |
| 65           | Roman Kreuziger (CZE)       | 13e          |
| 66           | Aliaksandr Kuschynski (BLR) | 128e         |
| 67           | Vincenzo Nibali (ITA)       | 20e          |
| 68           | Manuel Quinziato (ITA)      | 130e         |
| 69           | Frederik Willems (BEL)      | 113e         |

| Lampre LAM | Lampre LAM              | Lampre LAM |
| ---------- | ----------------------- | ---------- |
| Num        | Coureur                 | Pos        |
| 71         | Damiano Cunego (ITA)    | NP-19      |
| 72         | Alessandro Ballan (ITA) | 94e        |
| 73         | Matteo Bono (ITA)       | 117e       |
| 74         | Marzio Bruseghin (ITA)  | 27e        |
| 75         | Marco Marzano (ITA)     | 92e        |
| 76         | Massimiliano Mori (ITA) | 140e       |
| 77         | Daniele Righi (ITA)     | 127e       |
| 78         | Sylwester Szmyd (POL)   | 26e        |
| 79         | Paolo Tiralongo (ITA)   | 49e        |

| Crédit Agricole C.A | Crédit Agricole C.A       | Crédit Agricole C.A |
| ------------------- | ------------------------- | ------------------- |
| Num                 | Coureur                   | Pos                 |
| 81                  | Thor Hushovd (NOR)        | 99e                 |
| 82                  | William Bonnet (FRA)      | 102e                |
| 83                  | Alexandre Botcharov (RUS) | 18e                 |
| 84                  | Jimmy Engoulvent (FRA)    | 138e                |
| 85                  | Dmitriy Fofonov (KAZ)     | 19e                 |
| 86                  | Simon Gerrans (AUS)       | 79e                 |
| 87                  | Christophe Le Mével (FRA) | 40e                 |
| 88                  | Rémi Pauriol (FRA)        | 80e                 |
| 89                  | Mark Renshaw (AUS)        | AB-15               |

| Quick Step QST | Quick Step QST            | Quick Step QST |
| -------------- | ------------------------- | -------------- |
| Num            | Coureur                   | Pos            |
| 91             | Stijn Devolder (BEL)      | AB-15          |
| 92             | Carlos Barredo (ESP)      | 89e            |
| 93             | Matteo Carrara (ITA)      | 36e            |
| 94             | Steven de Jongh (NED)     | 125e           |
| 95             | Mauro Facci (ITA)         | AB-7           |
| 96             | Sébastien Rosseler (BEL)  | 98e            |
| 97             | Gert Steegmans (BEL)      | 111e           |
| 98             | Matteo Tosatto (ITA)      | 96e            |
| 99             | Jurgen Van de Walle (BEL) | 78e            |

| AG2R-La Mondiale ALM | AG2R-La Mondiale ALM    | AG2R-La Mondiale ALM |
| -------------------- | ----------------------- | -------------------- |
| Num                  | Coureur                 | Pos                  |
| 101                  | Cyril Dessel (FRA)      | 28e                  |
| 102                  | José Luis Arrieta (ESP) | 72e                  |
| 103                  | Hubert Dupont (FRA)     | 55e                  |
| 104                  | Vladimir Efimkin (RUS)  | 11e                  |
| 105                  | Martin Elmiger (SUI)    | 71e                  |
| 106                  | John Gadret (FRA)       | AB-7                 |
| 107                  | Stéphane Goubert (FRA)  | 21e                  |
| 108                  | Christophe Riblon (FRA) | 137e                 |
| 109                  | Tadej Valjavec (SLO)    | 10e                  |

| Gerolsteiner GST | Gerolsteiner GST        | Gerolsteiner GST |
| ---------------- | ----------------------- | ---------------- |
| Num              | Coureur                 | Pos              |
| 111              | Stefan Schumacher (GER) | 25e              |
| 112              | Robert Förster (GER)    | 116e             |
| 113              | Markus Fothen (GER)     | 33e              |
| 114              | Heinrich Haussler (GER) | 126e             |
| 115              | Bernhard Kohl (AUT)     | 3e               |
| 116              | Sven Krauss (GER)       | 143e             |
| 117              | Sebastian Lang (GER)    | 75e              |
| 118              | Ronny Scholz (GER)      | 93e              |
| 119              | Fabian Wegmann (GER)    | HD-19            |

| Agritubel AGR | Agritubel AGR           | Agritubel AGR |
| ------------- | ----------------------- | ------------- |
| Num           | Coureur                 | Pos           |
| 121           | Christophe Moreau (FRA) | AB-7          |
| 122           | Freddy Bichot (FRA)     | 135e          |
| 123           | Jimmy Casper (FRA)      | HD-17         |
| 124           | Romain Feillu (FRA)     | HD-19         |
| 125           | Eduardo Gonzalo (ESP)   | 39e           |
| 126           | Nicolas Jalabert (FRA)  | AB-14         |
| 127           | David Le Lay (FRA)      | 81e           |
| 128           | Geoffroy Lequatre (FRA) | 85e           |
| 129           | Nicolas Vogondy (FRA)   | 64e           |

| Rabobank RAB | Rabobank RAB              | Rabobank RAB |
| ------------ | ------------------------- | ------------ |
| Num          | Coureur                   | Pos          |
| 131          | Denis Menchov (RUS)       | 4e           |
| 132          | Juan Antonio Flecha (ESP) | HD-19        |
| 133          | Óscar Freire (ESP)        | 70e          |
| 134          | Sebastian Langeveld (NED) | 131e         |
| 135          | Koos Moerenhout (NED)     | 34e          |
| 136          | Joost Posthuma (NED)      | 69e          |
| 137          | Bram Tankink (NED)        | 60e          |
| 138          | Laurens ten Dam (NED)     | 22e          |
| 139          | Pieter Weening (NED)      | 63e          |

| Bouygues Telecom BTL | Bouygues Telecom BTL   | Bouygues Telecom BTL |
| -------------------- | ---------------------- | -------------------- |
| Num                  | Coureur                | Pos                  |
| 141                  | Pierrick Fédrigo (FRA) | 32e                  |
| 142                  | Stef Clement (NED)     | 90e                  |
| 143                  | Xavier Florencio (ESP) | 101e                 |
| 144                  | Laurent Lefèvre (FRA)  | 86e                  |
| 145                  | Jérôme Pineau (FRA)    | 38e                  |
| 146                  | Matthieu Sprick (FRA)  | 142e                 |
| 147                  | Yury Trofimov (RUS)    | AB-10                |
| 148                  | Johann Tschopp (SUI)   | 54e                  |
| 149                  | Thomas Voeckler (FRA)  | 97e                  |

| Team Milram MRM | Team Milram MRM       | Team Milram MRM |
| --------------- | --------------------- | --------------- |
| Num             | Coureur               | Pos             |
| 151             | Erik Zabel (GER)      | 43e             |
| 152             | Ralf Grabsch (GER)    | 123e            |
| 153             | Christian Knees (GER) | 29e             |
| 154             | Brett Lancaster (AUS) | 129e            |
| 155             | Martin Müller (GER)   | 105e            |
| 156             | Björn Schröder (GER)  | 100e            |
| 157             | Niki Terpstra (NED)   | 136e            |
| 158             | Peter Velits (SVK)    | 58e             |
| 159             | Marco Velo (ITA)      | 44e             |

| La Française des jeux FDJ | La Française des jeux FDJ | La Française des jeux FDJ |
| ------------------------- | ------------------------- | ------------------------- |
| Num                       | Coureur                   | Pos                       |
| 161                       | Sandy Casar (FRA)         | 14e                       |
| 162                       | Sébastien Chavanel (FRA)  | AB-16                     |
| 163                       | Rémy Di Grégorio (FRA)    | 59e                       |
| 164                       | Arnaud Gérard (FRA)       | 132e                      |
| 165                       | Philippe Gilbert (BEL)    | 112e                      |
| 166                       | Lilian Jégou (FRA)        | AB-7                      |
| 167                       | Yoann Le Boulanger (FRA)  | 74e                       |
| 168                       | Jérémy Roy (FRA)          | 121e                      |
| 169                       | Benoît Vaugrenard (FRA)   | 82e                       |

| Saunier Duval-Scott SDV | Saunier Duval-Scott SDV  | Saunier Duval-Scott SDV |
| ----------------------- | ------------------------ | ----------------------- |
| Num                     | Coureur                  | Pos                     |
| 171                     | Riccardo Riccò (ITA)     | NP-12                   |
| 172                     | Rubens Bertogliati (SUI) | NP-12                   |
| 173                     | Juan José Cobo (ESP)     | NP-12                   |
| 174                     | David de la Fuente (ESP) | NP-12                   |
| 175                     | Jesús del Nero (ESP)     | NP-12                   |
| 176                     | Ángel Gómez (ESP)        | AB-3                    |
| 177                     | Josep Jufré (ESP)        | NP-12                   |
| 178                     | Aurélien Passeron (FRA)  | NP-6                    |
| 179                     | Leonardo Piepoli (ITA)   | NP-12                   |

| Cofidis-Le Crédit par Téléphone COF | Cofidis-Le Crédit par Téléphone COF | Cofidis-Le Crédit par Téléphone COF |
| ----------------------------------- | ----------------------------------- | ----------------------------------- |
| Num                                 | Coureur                             | Pos                                 |
| 181                                 | Sylvain Chavanel (FRA)              | 61e                                 |
| 182                                 | Stéphane Augé (FRA)                 | 139e                                |
| 183                                 | Florent Brard (FRA)                 | 119e                                |
| 184                                 | Hervé Duclos-Lassalle (FRA)         | AB-1                                |
| 185                                 | Samuel Dumoulin (FRA)               | 114e                                |
| 186                                 | Leonardo Duque (COL)                | 53e                                 |
| 187                                 | David Moncoutié (FRA)               | 42e                                 |
| 188                                 | Amaël Moinard (FRA)                 | 15e                                 |
| 189                                 | Maxime Monfort (BEL)                | 23e                                 |

| Garmin-Chipotle TSL | Garmin-Chipotle TSL         | Garmin-Chipotle TSL |
| ------------------- | --------------------------- | ------------------- |
| Num                 | Coureur                     | Pos                 |
| 191                 | Christian Vande Velde (USA) | 5e                  |
| 192                 | Magnus Bäckstedt (SWE)      | HD-7                |
| 193                 | Julian Dean (NZL)           | 110e                |
| 194                 | William Frischkorn (USA)    | 133e                |
| 195                 | Ryder Hesjedal (CAN)        | 47e                 |
| 196                 | Trent Lowe (AUS)            | 77e                 |
| 197                 | Martijn Maaskant (NED)      | 134e                |
| 198                 | David Millar (GBR)          | 68e                 |
| 199                 | Danny Pate (USA)            | 95e                 |